# 海滨 (加利福尼亚州)
海滨（英語：Seaside），是美国加利福尼亚州蒙特雷县下属的一座城市。建市于1954年10月13日，面积大约为9.24平方英里（23.9平方公里）。根据2010年美国人口普查，该市有人口33,025人。